# Josef Karlmann Brechenmacher
Josef Karlmann Brechenmacher (* 21. Februar 1877 in Oberdischingen; † 8. Juni 1960 in Saulgau) war Lehrer und der Verfasser eines Standardwerks zur Etymologie deutscher Familiennamen.

## Leben
Josef Karlmann Brechenmacher besuchte acht Jahre lang die Schule. Von 1891 bis 1895 wurde er am Lehrerseminar Gmünd zum Volksschullehrer ausgebildet und von 1895 bis 1899 war er Hilfslehrer in Wehingen, Munderkingen und Mengen, ab 1900 Lehrer in Hundersingen. 1898 verfasste er seine erste größere Abhandlung Das Studium des jungen Lehrers, wenig später Das eigentliche Studium der Menschheit ist der Mensch. Von 1909 bis 1933 leitete Brechenmacher das Magazin für Pädagogik und gründete 1921 den schwäbischen Schulmann. 1905 wurde er als Mitarbeiter für die zwölfbändige Einführung in die deutsche Literatur für die Kapitel über Lessing und die Romantik verpflichtet.
1907 wurde Josef Karlmann Brechenmacher als Hauptlehrer nach Stuttgart, 1912 an das Lehrerseminar Rottweil für das Fach „Deutsch“ berufen, wo er u. a. Kurt Georg Kiesinger unterrichtete. 1928 wurde er Rektor des Lehrerseminars Saulgau.
Außerdem schrieb er für die Deutschen Jugendhefte, die im Verlag der Buchhandlung Ludwig Auer in Donauwörth erschienen sind, dreizehn Schilderungen aus dem Ersten Weltkrieg.
Im Jahr 1934 schickte ihn die NS-Regierung zwangsweise in Pension mit der Begründung, er sei Gegner der NSDAP.
Brechenmacher zog nach Stuttgart und arbeitete hauptsächlich auf dem Gebiet der Namenforschung und hier insbesondere der Familiennamen. 1944 verbrannte bei einem Bombenangriff auf Stuttgart seine gesamte Bibliothek (fast 12.000 Bände) und vor allem sein fast fertiggestelltes Manuskript über deutsche Familiennamen. Mit seiner Frau Theresia, geborene Strub, und seiner jüngsten Tochter Isolde zog er nach Saulgau zu seiner Tochter Brünhilde, verheiratet mit Joseph Drescher, und begann seine Forschung von Neuem. Das Ergebnis seiner jahrelangen Forschertätigkeit ist das Etymologische Wörterbuch der Deutschen Familiennamen, das bis zu seinem Tod 1960 nahezu fertiggestellt war. Die Schlussbearbeitung besorgte der Germanist und Heimatforscher Stefan Ott.
Im Jahr 1945 wurde Josef Karlmann Brechenmacher von der französischen Militärregierung zum Vorsitzenden der Entnazifizierungskommission für den Kreis Saulgau eingesetzt. Am 1. Juli 1946 wurde er im Alter von fast 70 Jahren zum Leiter der Lehreroberschule (LOS) Saulgau berufen, und am 6. Dezember 1946 konnte Brechenmacher bei der Eröffnungsfeier neben den Vertretern der französischen Militärregierung auch 110 Schüler begrüßen.
Anfang des Jahres 1947 regte der französische Gouverneur, Coup de Fréjac, in Saulgau ein „Centre d' Information“ an, das der Aussöhnung zwischen den ehemaligen Feinden dienen sollte. Josef Karlmann Brechenmacher wurde als Präsident des Arbeitsausschusses, der für die Programmgestaltung verantwortlich war, und Repräsentant der neuen Kultureinrichtung mit dem symbolischen Namen Museum – Die Fähre eingesetzt. Am 12. September 1947 eröffnete Brechenmacher die Fähre mit dem Goethe-Zitat „Zu neuen Ufern lockt ein neuer Tag“. Bereits die zweite Ausstellung Ende 1947 mit Werken der Künstlergruppe Nabis, insbesondere von Paul Sérusier, Pierre Bonnard, Jan Verkade und Édouard Vuillard, erregte als erste Nabis-Ausstellung im Nachkriegsdeutschland überregionale Aufmerksamkeit. Während in anderen Kreisstädten im Südwesten Deutschlands ähnliche von der französischen Besatzungsmacht eingerichtete Kulturzentren nach Abzug der Besatzer wieder verschwanden, überlebte die Fähre bis heute als eine angesehene Institution in der Kulturszene Oberschwabens.
Am 8. Juni 1960 starb Josef Karlmann Brechenmacher in Saulgau (heute: Bad Saulgau).
Eine Sammlung von Dokumenten zum Leben und Wirken von Josef Karlmann Brechenmacher liegt im Stadtarchiv Bad Saulgau.

## Würdigungen
Für seine sprachwissenschaftlichen Forschungen verlieh die Universität Tübingen Josef Karlmann Brechenmacher 1947 die Würde eines Ehrensenators als „dem bedeutenden Sprachforscher, dem hervorragenden Kenner der Mundartforschung, dem Meister der Namen- und Sippenkunde, dem großen Erzieher der Jugend, dem in der Heimat verwurzelten bescheidenen Bürger“.
Mit Beginn des Ruhestands im Jahr 1950 wurde ihm von der Stadt Saulgau die Ehrenbürgerwürde zuerkannt, außerdem wählte der Lehrerverein Württemberg-Hohenzollern den „Praeceptor Suebiae“ zum Ehrenvorsitzenden. Anlässlich seines 80. Geburtstag im Februar 1957 verlieh ihm der baden-württembergische Ministerpräsident Gebhard Müller den Titel „Professor“.
Von 1956 bis 2018 trug die Saulgauer Grund- und Hauptschule mit Werkrealschule den Namen „Brechenmacher-Schule“ (heute: „Walter Knoll Schulverbund Realschule + Werkrealschule Bad Saulgau“).
Seit 2015 trägt die Grund- und Werkrealschule in Brechenmachers Geburtsort Oberdischingen seinen Namen. Nach ihm ist außerdem die Brechenmacherstraße in Weingarten (Württemberg) benannt.

## Schriften (Auswahl)
- Führer durch die Jugendliteratur, 1906
- Von Lüttich über Namur nach Maubeuge. Schilderungen aus dem Weltkrieg. Dem deutschen Volke und der deutschen Jugend dargeboten von Josef Karlmann Brechenmacher. Deutsche Jugendhefte, Verlag der Buchhandlung Ludwig Auer, Donauwörth 1915
- Schwäbische Sprachkunde, 1925 (Reprint 1987, Hund Saulgau, herausgegeben vom Landkreis Sigmaringen)
- Deutsche Sprachkunde auf der Grundlage der Heimatsprache, 1927
- Deutsches Namenbuch, 1928
- Deutsche Lautgeschichten auf der Grundlage der Heimatsprache. Ein Handbuch für den Deutschlehrer, 1934
- Teufel, Hölle, Himmel in deutschen Sippennamen, 1936
- Deutsche Sippennamen. Ableitendes Wörterbuch der deutschen Familiennamen. Mit zahlreichen urkundlichen Nachweisungen, über 60000 Hinweisungen auf heutiges Vorkommen und über 8000 Wappennachweisungen. 5 Bände, Görlitz 1936 (= Deutsche Sippenbücherei. Band 5–9); Neuauflage 1957 unter dem Titel: Etymologisches Wörterbuch der Deutschen Familiennamen
- Deutsche Satznamen, 1937
- Der heilkundliche Beruf im Spiegel deutscher Sippennamen, 1937
- Raufbold und Eisenfresser in deutschen Sippennamen, 1937
- Springinsfeld, Schnapphahn in deutschen Sippennamen, 1937
- Der Schlemmer. Ein Eß- und Trinkspiegel der deutschen Sippennamen, 1937
- Der Sippenname Meier (Maier, Mair, Mayer, Mayr, Meyer, Majer, Mejer, Major, Mayerle). Verlag Deutsche Familien-Chroniken, Stuttgart 1940, DNB 579248178.
- Etymologisches Wörterbuch der Deutschen Familiennamen. (= 2., von Grund auf neugearbeitete Auflage von Deutsche Sippennamen.) 2 Bände. Starke, Limburg an der Lahn (1957) 1960–1964; Neudruck 1985, ISBN 3-7980-0355-6.